# Albarran
Albarran to raczej staroświecka i już nieużywana brydżowa konwencja licytacyjna używana po silnym, „acolowskim” otwarciu 2♣️. Według tej konwencji, po silnym otwarciu 2♣️ odpowiadający ma do dyspozycji następujące odzywki:
1. 2♦️️   Brak asów i najwyżej 7PH
2. 2♥️️/♠️ Pokazuje asa w kierach/pikach
3. 2BA  Brak asów, ale przynajmniej 8PH
4. 3♣️/♦️️ Pokazuje asa trefl/karo
5. 3♥️️/♠️ AKDxxx w kolorze licytowanym
6. 3BA  Obiecuje 2 asy
7. 4♣️/♦️️ AKDxxx w kolorze licytowanym
8. 4BA  Obiecuje 3 asy